# Джаррах
Джарра́х (араб. جراح‎), аль-Джарра́х (араб. الجراح‎), Джерра́х (тур. Cerrah) — арабское имя, происходит от корня «ранить» и переводится как «Наносящий раны». Первоначальный смысл, видимо, имел оберегательное магическое значение, но в современное время совпадает со словом «хирург». По-арабски «хирургия» — «джираха», по-персидски — «джарахи».

Персоналии
- Аль-Джаррах аль-Хаками — наместник халифа в Армении и Кавказе, убит в 730 году.
- Джеррах Мехмед-паша — визирь османского двора с 1598 по 1599.
- Джаррах, Зияд-Самир — террорист.
- Абу Джарах — террорист.
- Абу Убайда ибн аль-Джаррах — сподвижник Мухаммеда.

Топонимы
- Джейрах — населённый пункт в Ингушетии.
- Шейх-Джарах (район) — район в Иерусалиме.
- Шейх-Джарах (деревня) — деревня в Иране.
- Джеррах — город в иле Бурса.
- Джаррах — река в Сирии, приток Джаг-Джага